# Thomas Hughes (calciatore)
Thomas Bridges Hughes (Cheltenham, 17 settembre 1851 – Lelant, 10 agosto 1940) è stato un insegnante, crickettista e calciatore inglese, di ruolo attaccante.

## Biografia
Hughes frequentò la Highgate School di Highgate dal 1861 al 1863 e il Winchester College tra il 1863 e il 1870. In quest'ultima eccelse accademicamente, diventando prefetto e nel 1869-1870 Prefect of Hall. Rappresentò la scuola nel cricket tra il 1868 e il 1870.
Ottenne poi una borsa di studio al New College di Oxford e nel 1876 iniziò a studiare giurisprudenza all'Inner Temple; in seguito intraprese la carriera di insegnante.

## Carriera

### Calciatore
Conta presenze con Oxford University (di certo era nel club nel marzo del 1874, quando scese in campo contro la squadra dell'Università di Cambridge), Swifts e Old Wykehamists, ma il suo periodo migliore fu ai Wanderers, con i quali ottenne vari successi in FA Cup. 

### Crickettista
Oltre a livello scolastico, pare che Hughes abbia giocato a cricket anche per il MCC (Marylebone Cricket Club).

## Palmarès
- Coppa d'Inghilterra: 2

Wanderers: 1875-1876, 1876-1877